# Jacques de Baisieux
Pour les articles homonymes, voir Baisieux.
Jacques de Baisieux est un poète de langue française de la fin du XIIIe siècle, trouvère, auteur d’un fabliau et de poèmes d'inspiration religieuse et courtoise.
Il est vraisemblablement originaire de Flandre, mais son origine géographique exacte est actuellement indéterminée. Il existe des communes appelées « Baisieux » dans le Hainaut, fusionnée à Quiévrain près de Mons, dans la Somme, orthographiée Baizieux près de Corbie et en Flandre, Baisieux près de Lannoy.
Son œuvre était conservée dans un seul manuscrit, conservé à Turin, qui a été détruit lors de l’incendie de la bibliothèque en 1904. On utilise la copie de ce manuscrit réalisée au XVIIIe siècle par l’abbé Mouchet, ainsi que les éditions anciennes du XIXe siècle.